# Am Provianthaus 4

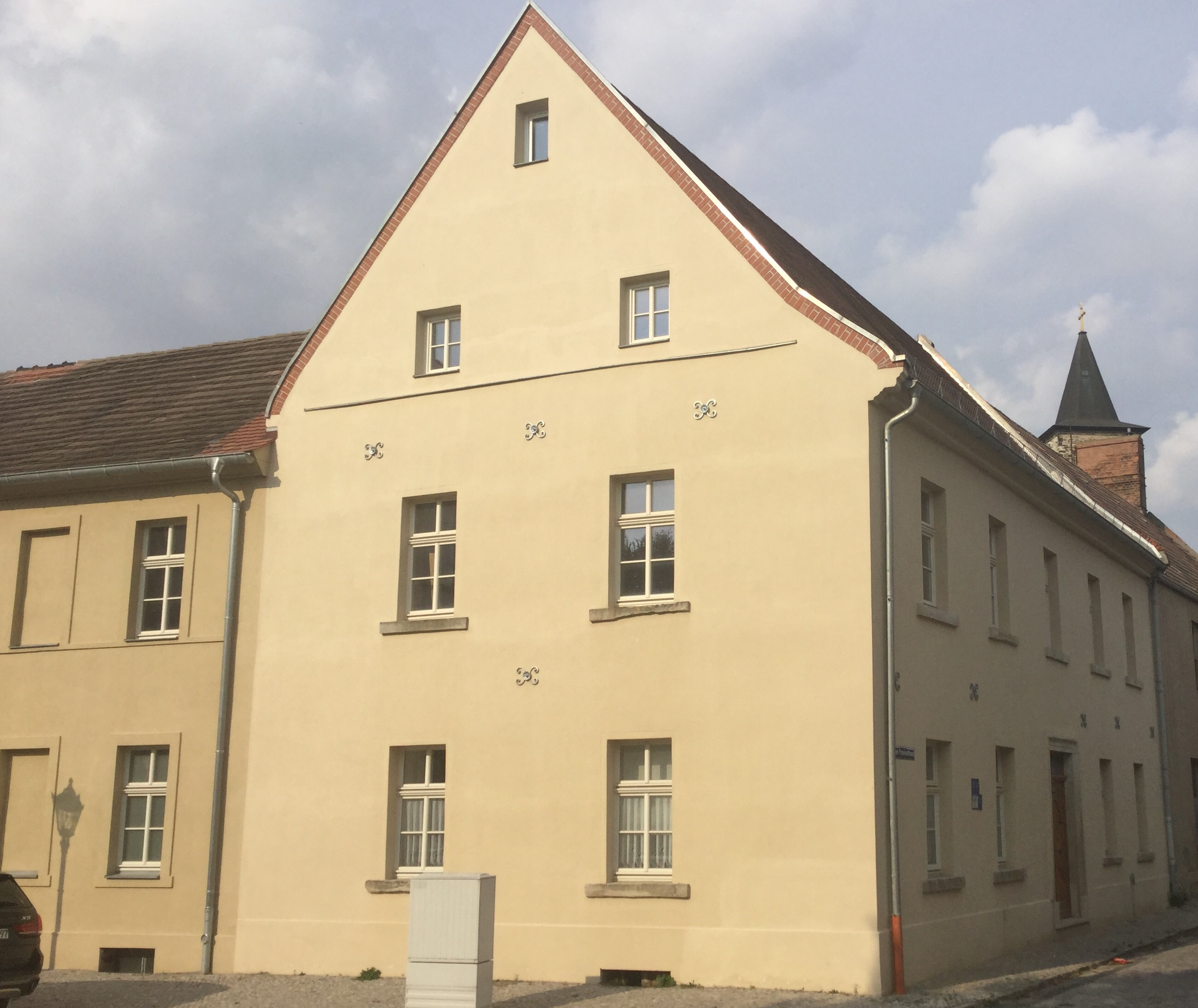
Am Provianthaus 4

Das Gebäude Am Provianthaus 4 ist ein denkmalgeschütztes Wohnhaus in Bernburg in Sachsen-Anhalt.

## Lage
Es befindet sich in der Bernburger Talstadt in einer Ecklage an der Kreuzung der Straßen Am Provianthaus, Seegasse und Am Kloster, südwestlich der Sankt-Nikolai-Kirche.

## Architektur und Geschichte
Das barocke zweigeschossige Wohnhaus entstand als Teil eines Ackerbürgerhofes und steht traufständig auf der Westseite der Straße Am Provianthaus. Bemerkenswert ist ein Portal mit profiliertem Sandsteingewände.  Als Haustür besteht eine schön gestaltete hölzerne Eingangstür vom Anfang des 20. Jahrhunderts.
Im Denkmalverzeichnis für die Stadt Bernburg ist das Wohnhaus unter der Erfassungsnummer 094 60778 als Baudenkmal eingetragen.